# Onthophagus triptolemus
Onthophagus triptolemus là một loài bọ cánh cứng trong họ Bọ hung (Scarabaeidae).